# 정예진 (1989년)
정예진(1989년 5월 30일 ~)은 대한민국의 배우다.

## 방송
- 기적의 오디션 (2011) - Top12

## 영화
- 키다리 아저씨 (2005) - 영미 친구 1 역
- 파송송 계란탁 (2005) - 포장마차 여자 2 - 선영 역
- 여행자 (2009) - 박 수녀 역
- 더블 클러치 (2011) - 조연
- 미운 오리 새끼 (2012) - 혜림 역
- 1987 (2017) - 박종철 누나 역